# 7. alpinski polk
7. alpinski polk (izvirno italijansko 7° reggimento Alpini) je alpinski polk Italijanske kopenske vojske.

## Organizacija
1915-1919
- Alpinski bataljon Feltre
- Alpinski bataljon Val Cismon
- Alpinski bataljon Monte Pavione
- Alpinski bataljon Pieve di Cadore
- Alpinski bataljon Val Piave
- Alpinski bataljon Monte Antelao
- Alpinski bataljon Belluno
- Alpinski bataljon Val Cordevole
- Alpinski bataljon Monte Pelmo
- Alpinski bataljon Monte Marmolada
- Alpinski bataljon Uork Amba

Danes
- Štab

- Štabna in logistično-podporna četa
- Alpinski bataljon Feltre

- 64. alpinska četa
- 65. alpinska četa
- 67. alpinska četa
- 125. minometna četa
- 269. protioklepna četa